# Berretti A.C. Milan
Berretti A.C. Milan – młodzieżowa drużyna piłkarska włoskiego zespołu A.C. Milan. Skupia młodych graczy urodzonych w roku 1990 i w późniejszych latach. Trenerem drużyny Berretti jest Roberto Bertuzzo.

## Skład zespołu w sezonie 2007/08
Bramkarze
- Sciany Azzolina (ur. 29 stycznia 1991)
- Mattia Maggioni (ur. 27 lutego 1992)
- Leonardo Ostricati (ur. 5 maja 1993)

Obrońcy
- Andy Corri (ur. 27 marca 1991)
- Wellington Feliciano De Morais (ur. 27 czerwca 1990)
- Paolo Galetti (ur. 12 stycznia 1991)
- Daniele Giosuele (ur. 15 maja 1991)
- Antonio Krassimirow Michajłow (ur. 9 czerwca 1991)
- Nicolò Motta (ur. 21 stycznia 1991)
- Filippo Noventa (ur. 22 listopada 1990)
- Gioele Passoni (ur. 17 marca 1991)
- Carlo Marco Piazza (ur. 23 stycznia 1990)
- Marcello Vinciguerra (ur. 10 maja 1991)

Pomocnicy:
- Claudio Aquilante (ur. 13 marca 1991)
- Andrea Crudeli (ur. 16 sierpnia 1991)
- Luca Di Lauri (ur. 8 maja 1991)
- Giancarlo Pellegata (ur. 6 stycznia 1990)
- Luca Sandrin (ur. 4 maja 1990)
- Marco Sciannameo (ur. 11 czerwca 1991)

Napastnicy:
- Roberto Balbi (ur. 3 lutego 1992)